# Boumba-et-Ngoko
Boumba-et-Ngoko ist ein Département der Region Est in Kamerun.
Auf einer Fläche von 30.389 km² leben nach der Volkszählung 2001 116.702 Einwohner. Die Hauptstadt ist Yokadouma.

## Gemeinden
- Gari-Gombo
- Moloundou
- Salapoumbé
- Yokadouma